# Sueño Stereo
Sueño Stereo (читається як Суе́ньйо Сте́рео) — сьомий і останній студійний альбом гурту Soda Stereo, що вийшов у червні 1995 року.
Матеріал для альбому було записано у студії «Supersónico» у Буенос-Айресі і зведено на студії «Matrix» у Лондоні.
Через 15 днів після виходу став двічі платиновим.
Далі гурт відправився у турне на підтримку «Sueño Stereo» Аргентиною, Венесуелою, Колумбією, Перу, Гондурасом, Панамою, Мексикою, Коста-Рикою, США і Чилі. Також вони дали безкоштовний сольний концерт на честь 113-ї річниці міста Ла-Плата перед 200 000 глядачів.
Відеокліп на пісню «Ella usó mi cabeza como un revólver» з цього альбому отримав нагороду MTV 1996 року. Також було відзнято відеокліп на пісню «Zoom».
Альбом увійшов під номером 41 до списку найкращих пісень латиноамериканського року за версією сайту Mercado-AB.

## Список пісень
| #   | Назва                                 | Тривалість |
| --- | ------------------------------------- | ---------- |
| 1.  | «Ella usó mi cabeza como un revólver» | 4:32       |
| 2.  | «Disco eterno»                        | 5:46       |
| 3.  | «Zoom»                                | 3:27       |
| 4.  | «Ojo de la tormenta»                  | 4:34       |
| 5.  | «Efecto doppler»                      | 5:03       |
| 6.  | «Paseando por Roma»                   | 3:35       |
| 7.  | «Pasos»                               | 3:54       |
| 8.  | «Ángel eléctrico»                     | 4:37       |
| 9.  | «Crema de estrellas»                  | 4:37       |
| 10. | «Planta»                              | 4:53       |
| 11. | «X-Playo (Instrumental)»              | 4:08       |
| 12. | «Moirè»                               | 4:02       |

## Музиканти, що брали учать у записі альбому

### Soda Stereo
- Густаво Сераті — вокал, акустична гітара, електрогітара, родес-піано, семплер, синтезатор, перкусія і ефекти
- Сета Босіо — бас-гітара, семплер, синтезатор і перкусія
- Чарлі Альберті — ударні і перкусія

### Запрошені музиканти
- Алехандро Теран — віола
- Ханос Морель — перша скрипка
- Маурісіо Альвес — друга скрипка
- Пабло Флуметті — віолончель
- Рой Магала — родес-піано на треках № 4 і 9
- Флавіо Етчето — труба